# Il lupo rosso
Il lupo rosso (titolo originale Den röda vargen) è un romanzo giallo della scrittrice svedese Liza Marklund pubblicato in Svezia nel 2003.
È il quinto libro della serie che ha per protagonista la giornalista Annika Bengtzon.
La prima edizione del romanzo è stata pubblicata nell'anno 2008 da Marsilio.
Dal romanzo la regista Agneta Fagerström-Olsson ha tratto nel 2012 il film omonimo facente parte della serie Annika: Crime Reporter. 

## Trama
Ritornata al lavoro dopo un lungo periodo di assenza a causa di quanto accadauto nell'indagine precedente, Annika Bengzton, reporter del quotidiano La Stampa della Sera di Stoccolma, parte per Luleà, non lontano dal circolo polare artico. 
Sta infatti realizzando un articolo su un vecchio attentato terroristico rimasto irrisolto e deve incontrare un collega giornalista. Al suo arrivo scopre però che l'uomo è stato ucciso. Le indagini di Annika conducono ad un uomo ritornato nel nord della Svezia per riunirsi al gruppo con cui in passato aveva deciso di lottare nel nome delle idee di Mao.

## Edizioni
- Liza Marklund, Il lupo rosso, traduzione di Laura Cangemi, Marsilio, 2008. ISBN 978-88-317-9592-0.
- Liza Marklund, Il lupo rosso, traduzione di Laura Cangemi, Marsilio, 2010. ISBN 978-88-317-0643-8.
- Liza Marklund, Il lupo rosso, traduzione di Laura Cangemi, Superpocket, 2012. ISBN 978-88-462-1147-7.
- Liza Marklund, Il lupo rosso, traduzione di Laura Cangemi, Marsilio, 2013. ISBN 978-88-317-1777-9.
- Liza Marklund, Il lupo rosso, traduzione di Laura Cangemi, Universale Economica Feltrinelli, 2019. ISBN 978-88-317-8130-5